# Micrurus mipartitus
Micrurus mipartitus är en ormart som beskrevs av Duméril, Bibron och Duméril 1854. Micrurus mipartitus ingår i släktet korallormar, och familjen giftsnokar.
Denna orm förekommer i Ecuador, Colombia, Venezuela och Panama. Arten lever i låglandet och i bergstrakter mellan 20 och 2400 meter över havet. Micrurus mipartitus har ett giftigt bett. Habitatet utgörs av olika fuktiga skogar och av kaffeodlingar. Individerna gräver i lövskiktet och i det översta jordlagret. Honor lägger ägg.
Flera exemplar dödas av personer som inte vill ha giftiga ormar nära sin bostad. Hela populationen anses vara stabil. IUCN listar arten som livskraftig (LC).

## Underarter
Arten delas in i följande underarter:
- M. m. mipartitus
- M. m. anomalus
- M. m. decussatus
- M. m. semipartitus